# Solling (Dorfen)
Solling (kirchenlateinisch: Solara) ist ein Gemeindeteil der Stadt Dorfen im oberbayerischen Landkreis Erding.

## Lage
Der in einen West- und Ostteil aufgeteilte Weiler Solling liegt am Sollinger Bächlein in der Luftlinie acht Kilometer nordöstlich von Dorfen.

## Bevölkerungsentwicklung
Um 1871 gab es in Solling 40 Einwohner. Im Mai 1987 lebten dort 25 Einwohner in sechs Wohngebäuden.
| Jahr      | 1871 | 1925 | 1950 | 1970 | 1987 |
| Einwohner | 40   | 35   | 39   | 32   | 25   |